# Association internationale des éducateurs de zoo
Pour les articles homonymes, voir IZE.
L'Association internationale des éducateurs de zoo, ou International Zoo Educators Association (IZE) en anglais, est une organisation regroupant au niveau international les éducateurs travaillant dans les parcs zoologiques et les aquariums.
L'IZE existe, pour une période de temps indéterminée, sous la forme d'une association aux termes des articles 60 à 78 du Code civil suisse. L'association est un organisme à but non lucratif avec des membres internationaux. Le siège de l'association est situé en Suisse, anciennement à Berne et transféré depuis mai 2010 à Gland (Vaud).
L'IZE a été établie après une réunion des responsables de l'éducation dans les zoos tenue à Francfort-sur-le-Main, en République fédérale d'Allemagne, le 6 septembre 1972.
L'IZE est une association vouée à élargir l'impact éducatif des zoos et aquariums du monde entier. Sa mission est d'améliorer les programmes d'éducation dans les installations de ses membres, de fournir l'accès à la dernière pensée, aux techniques, et à l'information dans l'éducation à la conservation et de soutenir l'excellence dans les soins et le bien-être des animaux. L'IZE facilite la communication et le développement professionnel parmi les éducateurs de zoos et d'aquariums, et leur sert de support pour la liaison avec des organisations telles que la WAZA, l'UICN, en particulier le Captive Breeding Specialist Group (CBSG) au sein de l'UICN, et d'autres.
En 2002, l'IZE devient un membre affilié à la WAZA.
Le secrétariat de l'association est assuré, sous la forme d'une convention d'agrément, par le bureau exécutif de la WAZA à Gland (Vaud) en Suisse.